# Sooraj R. Barjatya
Sooraj R. Barjatya (ur. 22 maja 1965 w Mumbaju) – indyjski reżyser, scenarzysta i producent filmowy realizujący filmy w ramach wytwórni "Rajshri Productions" założonej w 1947 roku przez jego dziadka (Tarachand Barjatya). Debiutował w 24 roku życia miłosnym filmem, w którym po raz pierwszy wystąpił Salman Khan (najpopularniejszy film w Indiach w 1989 roku). Następnie zrobił z nim jeszcze dwa kolejne filmy (Hum Aapke Hain Koun...!, Wszyscy razem), które też stały się hitami. Nie odniósł sukcesu w swoim czwartym filmie (Hrithik Roshan zastąpił Salman Khana), ale jego ostatni film Poślubiona z Shahid Kapoorem i Amrita Rao cieszył się bardzo dużą popularnością.

## Filmografia

### Reżyser
- 1989: Maine Pyar Kiya
- 1991: Ena Pravukal
- 1994: Hum Aapke Hain Koun
- 1999: Wszyscy razem (Hum Saath-Saath Hain)
- 2003: Szaleję za Premem (Main Prem Ki Diwani Hoon)
- 2006: Poślubiona (Vivah)
- 2015: Prem Ratan Dhan Payo
- 2022: Uunchai

### Scenarzysta
- 1989: Maine Pyar Kiya
- 1994: Hum Aapke Hain Koun
- 1999: Wszyscy razem (Hum Saath-Saath Hain)
- 2003: Szaleję za Premem (Main Prem Ki Diwani Hoon)
- 2006: Poślubiona (Vivah)
- 2008: Całkiem inne małżeństwo (Ek Vivaah... Aisa Bhi)
- 2015: Prem Ratan Dhan Payo
- 2022: Uunchai

### Producent
- 1994: Hum Aapke Hain Koun
- 1999: Wszyscy razem (Hum Saath-Saath Hain)
- 2003: Szaleję za Premem (Main Prem Ki Diwani Hoon)
- 2006: Poślubiona (Vivah)